# Kanton Poitiers-1
Kanton Poitiers-1 (fr. Canton de Poitiers-1) je francouzský kanton v departementu Vienne v regionu Poitou-Charentes. Skládá se z části města Poitiers a obce Migné-Auxances.